# Người LGBT và Hồi giáo
LGBT trong Hồi giáo bị ảnh hưởng bởi lịch sử tôn giáo, pháp lý, xã hội và văn hóa của các quốc gia có dân số Hồi giáo khá lớn, cùng với các đoạn cụ thể trong Kinh Qur'an và hadith, các tuyên bố được gán cho nhà tiên tri Hồi giáo Muhammad. Kinh Qur'an trích dẫn câu chuyện về "dân tộc Lut" bị phá hủy bởi cơn thịnh nộ của Thiên Chúa vì họ tham gia vào các hành vi xác thịt đầy dục vọng giữa những người đàn ông. Các hành vi đồng tính bị cấm trong luật học Hồi giáo truyền thống và phải chịu các hình phạt khác nhau, bao gồm cả án tử hình, tùy thuộc vào tình huống và trường hợp pháp.
Tuy nhiên, các mối quan hệ đồng tính nói chung được dung thứ trong các xã hội Hồi giáo tiền hiện đại, và hồ sơ lịch sử cho thấy các luật này được đưa ra không thường xuyên, chủ yếu trong các trường hợp hãm hiếp hoặc "vi phạm trắng trợn đặc biệt đối với đạo đức công cộng". Các chủ đề đồng tính được nuôi dưỡng trong thơ và các thể loại văn học khác được viết bằng các ngôn ngữ chính của thế giới Hồi giáo từ thế kỷ thứ tám đến thời kỳ hiện đại. Các quan niệm về đồng tính luyến ái được tìm thấy trong các văn bản Hồi giáo cổ điển giống với các truyền thống của thời cổ đại Graeco-La Mã, hơn là các quan niệm phương Tây hiện đại về khuynh hướng tình dục. Người ta hy vọng rằng nhiều hoặc hầu hết đàn ông trưởng thành sẽ bị thu hút tình dục đối với cả phụ nữ và thanh thiếu niên nam (được định nghĩa khác nhau), và đàn ông được mong đợi chỉ đóng vai trò tích cực trong quan hệ tình dục đồng giới khi họ đến tuổi trưởng thành. Thái độ của công chúng đối với đồng tính luyến ái ở đế chế Ottoman và các nơi khác trong thế giới Hồi giáo đã trải qua một sự thay đổi rõ rệt bắt đầu từ thế kỷ 19 dưới ảnh hưởng của các quan niệm và chuẩn mực tình dục phổ biến ở châu Âu vào thời điểm đó, và chủ nghĩa đồng tính luyến ái bắt đầu bị coi là bất thường và đáng xấu hổ.
Trong thời gian gần đây, định kiến cực đoan vẫn tồn tại, cả về mặt xã hội và pháp lý, trong phần lớn thế giới Hồi giáo chống lại những người có hành vi đồng tính luyến ái. Ở Afghanistan, Brunei, Iran, Mauritania, Nigeria, Ả Rập Saudi, Somalia (ở một số khu vực phía Nam), Sudan, Các Tiểu vương quốc Ả Rập Thống nhất và Yemen, hoạt động đồng tính mang án tử hình hoặc án tù. Ở các quốc gia khác, chẳng hạn như Algeria, Bangladesh, Chad, Malaysia, Maldives, Pakistan, Qatar, Somalia và Syria, đó là bất hợp pháp. Quan hệ tình dục đồng giới là hợp pháp ở Albania, Azerbaijan, Bahrain, Bosnia và Herzegovina, Burkina Faso, Djibouti, Guinea-Bissau, Iraq, Jordan, Kazakhstan, Kosovo, Kyrgyzstan, Mali, Nigeria, Tajikistan, Indonesia (ngoại trừ ở tỉnh Aceh, nơi các quy định chống lại quyền LGBT đã được thông qua), cũng như Bắc Síp. Quan hệ đồng tính giữa nữ là hợp pháp ở Kuwait, Turkmenistan và Uzbekistan, nhưng hành vi đồng tính giữa nam là bất hợp pháp.